# Richard Walker
Richard Adrian Walker (ur. 24 października 1960 w Birmingham) – brytyjski duchowny rzymskokatolicki, biskup pomocniczy Birmingham od 2024.

## Życiorys

### Prezbiterat
Święcenia kapłańskie przyjął 22 lipca 2000 i został inkardynowany do archidiecezji Birmingham. Był m.in. wykładowcą i wicerektorem St. Mary’s College, proboszczem kilku parafii w Banbury, a także wikariuszem generalnym archidiecezji.

### Episkopat
25 kwietnia 2024 papież Franciszek mianował go biskupem pomocniczym archidiecezji Birmingham, ze stolicą tytularną Murthlacum. Sakry udzielił mu 16 lipca 2024 arcybiskup Bernard Longley. 